# Dschibouti-Rennmaus
Die Dschibouti-Rennmaus (Gerbillus pulvinatus, Syn.: Gerbillus bilensis Frick, 1914) ist eine Rennmausart aus der Gattung der Echten Rennmäuse (Gerbillus).

## Merkmale und Taxonomie
Die Dschibouti-Rennmaus ist eine mittelgroße echte Rennmaus mit behaarten Füßen. Die Chromosomenzahl von Exemplaren vom unteren Omo Tal ist 2n = 62 und unterscheidet sich damit von der Chromosomenzahl von Gerbillus pyramidum (2n = 38–40), als deren Synonym Gerbillus pulvinatus betrachtet wurde. Allerdings beträgt die Chromosomenzahl von Gerbillus pyramidum floweri 2n = 50–66. Die Zahnreihenlänge von Gerbillus pulvinatus beträgt 4–5 mm, die des Holotypus von Gerbillus dunni 4,3 mm. Da weitere Informationen fehlen, wird Gerbillus pulvinatus von Yalden et al. provisorisch als gültige Art akzeptiert, Gerbillus dunni und Gerbillus bilensis jedoch weiter als Synonym betrachtet.

## Verbreitung und Lebensraum
Die Dschibouti-Rennmaus ist in Dschibuti, im Südwesten Äthiopiens, im Nordwesten Kenias und möglicherweise im Südosten des Sudans verbreitet. Ihr Lebensraum sind trockene Habitate von Geröllebenen bis zu offenem Grasland.

## Gefährdung
Auf Grund des großen Verbreitungsgebietes und der vermutlich großen Population gilt die Dschibouti-Rennmaus als nicht gefährdet. Unter dem Synonym Gerbillus bilensis wurde die Art 1996 von der International Union for Conservation of Nature and Natural Resources (IUCN) vom Aussterben bedroht eingestuft.